# Сарьянский сельсовет
Сарьянский сельсовет — административная единица на территории Верхнедвинского района Витебской области Республики Беларусь. Административный центр — агрогородок Сарья.

## История
В 2008 году упразднена деревня Зулово.
В 2009 году деревня Сарья преобразована в агрогородок.

## Состав
Сарьянский сельсовет включает 23 населённых пункта:
- Атоки — деревня.
- Большие Плейки — деревня.
- Важаны — деревня.
- Возново — деревня.
- Ворзово — деревня.
- Горбули — деревня.
- Громовки — деревня.
- Дегтерово — деревня.
- Заломы — деревня.
- Кривосельцы — деревня.
- Липовки — деревня.
- Малые Плейки — деревня.
- Мушино — деревня.
- Нижнее Фомино — деревня.
- Обухово — деревня.
- Пашеньки — деревня.
- Покоевцы — деревня.
- Росица — деревня.
- Сардыки — деревня.
- Сарья — агрогородок[3].
- Устье — деревня.
- Шатрово — деревня.
- Юралово — деревня.

Упразднённые населённые пункты:
- Зулово — деревня[2].